# Мобільна оборона
Мобі́льна оборо́на — вид рухомої оборони із зосередженням основних зусиль тих, що обороняються, в глибині їх бойових порядків. 
Мобільна оборона передбачає знищення військ противника, що наступають, шляхом заманювання їх у заздалегідь підготовлені у оборонному відношенні райони, де забезпечується можливість для проведення контратак і здійснення обхвату мобільним резервом. Вона ґрунтується на широкому застосування зброї, швидкому використанні результатів ударів шляхом проведення контратак сильними резервами в глибині оборони для завершення розгрому головного угрупування противника, що наступає. Мета мобільної оборони досягається поєднанням оборонних, стримуючих і наступальних дій.
У перший ешелон входить мінімально необхідна кількість сил і засобів (до 40 %), а основні сили і засоби (60 % і більш), головним чином танкові підрозділи, використовуються в другому ешелоні для проведення контратак.
За термінологією деяких фахівців різних армій в сучасній війні передбачається ведення рухомої — маневреної оборони, основні принципи якої, по суті, не відрізняються від принципів мобільної оборони.